# Kosijev dom na Vogarju
Kosijev dom na Vogarju (1.054 m) je planinska koča na planini Vogar, eni številnih fužinskih planin v Julijskih Alpah, severno od Bohinjskega jezera. Zgrajena je bila na ostankih nekdanjega pastirskega stanu 22. julija 1966, obnovljena in povečana v letih 1976-1985. Imenovana je po zaslužnem članu PD Železničar Ljubljana, slednje jo tudi upravlja. V bližini se nahaja spomenik padlim planincem železničarjem.

## Dostop
- 10 km po makadamski cesti iz Stare Fužine do planine Vogar,
- 1h: iz Stare Fužine.

## Prehodi
- 2h: do Koče na Planini pri Jezeru (1.453 m),
- 1½h: do Planine Vodični vrh (1.500 m),

## Tura
- 3h: Pršivec (1.761 m), s sestopom na Planino Viševnik (+ 1h).